# Joseph Cali
Joseph Cali (n. 30 de marzo de 1950 en Nueva York) es un actor estadounidense, reconocido principalmente por interpretar a Joey en la película de 1977 Fiebre de sábado por la noche.
A lo largo de su carrera, ha participado en diversas películas y series de televisión, entre ellas Voices, The Competition junto a Amy Irving, y Suicide Kings junto a Christopher Walken.
Actualmente, Joseph Cali dirige una empresa de sistemas de cine en casa en Los Ángeles, denominada «Joseph Cali Design, Inc.». Está casado con la cantautora Lori Lieberman.

## Participación en cine y televisión
- Saturday Night Fever (1977) – Joey
- Flatbush (serie de televisión) – Presto Prestopopolos
- Voices (1979) – Pinky
- The Competition (1980) – Jerry DiSalvo
- Trapper John, M.D. – episodio "Straight and Narrow" (1981) – Joey Santori
- Today's F.B.I. – Nick Frazier
- The Lonely Lady (1983) – Vincent Dacosta
- Murder, She Wrote – episodio "Murder at the Oasis" (1985) – Vic LaRosa
- Hunter – episodio "The Snow Queen" (1985) – Tony Boy
- Blacke's Magic – episodio "Breathing Room (Pilot)" (1986) – Michael Angels
- Something Is Out There (película para televisión, 1988) – Roger
- Santa Bárbara (serie de televisión) (1988–1990) – Jack Dante
- Freddy's Nightmares – episodio "Memory Overload" (1989) – Joe
- Murder, She Wrote – episodio "The Sicilian Encounter" (1990) – Gino Carbone
- Alien Nation – episodio "Gimme, Gimme" (1990) – Lee Smith
- Silk Stalkings – episodio "Working Girl" (1992) – Vinnie LoCerno / Joey V
- Murder Without Motive: The Edmund Perry Story (TV, 1992) – Louie Bottone
- Renegade – episodio "The Rabbit and the Fox" (1993)
- Murder, She Wrote – episodio "Crimson Harvest" (1994) – Paul Grimaldi
- The Commish – episodio "Letting Go" (1995) – Doug Duncan
- Charlie Grace – episodio "Designer Knock-Off" (1995) – Robert Castelli
- Silk Stalkings – episodio "Black and Blue" (1995) – Dan Grayson
- Melrose Place – episodio "Ultimatums and the Single Guy" (1997) – Strip Club Owner
- Suicide Kings (1997) – Nick the Nose
- Baywatch Hawaii – episodio "Homecoming" (1997)
- Port Charles – Robert "Bobby" Mancusi
- L.A. Heat – episodio "Silicon Sting" (1999) – Ray Bernard
- 18 Wheels of Justice – episodio "A Prize Possession" (2000) – Ray Natale